# Viking Open Nottingham 2021
Viking Open Nottingham 2021, známý také pod názvem Nottingham Open 2021, byl společný tenisový turnaj mužského okruhu ATP Challenger Tour a ženského okruhu WTA Tour, který se odehrával v Nottingham Tennis Centre na otevřených travnatých dvorcích v britském Nottinghamu. Konal se od 5. do 13. června 2021 jako 25. ročník mužské části a 10. ročník ženské poloviny turnaje. Generálním partnerem se stala americká lodní společnost Viking Cruises. Ročník 2020 byl zrušen pro pandemii covidu-19.
Mužská polovina s rozpočtem 132 280 eur se stala součástí ATP Challenger Tour v nejvyšší Category 125. Ženská část dotovaná 235 238 dolary se řadila do kategorie WTA 250. Počet ženských singlistek byl navýšen z třiceti dvou na čtyřicet osm startujících, což znamenalo zdvojnásobení nasazených. Naopak v mužské dvouhře došlo k recipročnímu snížení. 
Nejvýše nasazenými v singlových soutěžích byli britští tenisté, dvacátý sedmý hráč světa a obhájce titulu Daniel Evans, a mezi ženami světová dvacítka Johanna Kontaová. Jako poslední přímí účastníci do dvouher nastoupili 198. tenista pořadí, Australan Thanasi Kokkinakis, a 173. žena klasifikace, Ruska Anastasija Gasanovová.
Šestý challenger vyhrál 23letý Američan Frances Tiafoe. Čtvrtou singlovou trofej na okruhu WTA Tour vybojovala 30letá Johanna Kontaová, jež se stala první britskou šampionkou turnaje na území Velké Británie od výhry Sue Barkerové na halovém Daihatsu Challenge 1981 v Brightonu. V mužské čtyřhře triumfovali Australan Matt Reid s Britem Kenem Skupským, kteří tak získali první společný titul. Ženský debl ovládl ukrajinsko-japonský pár Ljudmyla Kičenoková a Makoto Ninomijová, jehož členky si odvezly premiérovou společnou trofej.

## Rozdělení bodů a finančních odměn

### Rozdělení bodů
| Soutěž       | vítězové | finalisté | semifinalisté | čtvrtfinalisté | 16 v kole | 32 v kole | 48 v kole | Q  | Q2 | Q1 |
| ------------ | -------- | --------- | ------------- | -------------- | --------- | --------- | --------- | -- | -- | -- |
| dvouhra mužů | 125      | 75        | 45            | 25             | 10        | 0         | —         | 5  | 2  | 0  |
| čtyřhra mužů | 125      | 75        | 45            | 25             | 0         | —         | —         | —  | —  | —  |
| dvouhra žen  | 280      | 180       | 110           | 60             | 30        | 16        | 1         | 12 | 1  | —  |
| čtyřhra žen  | 280      | 180       | 110           | 60             | 1         | —         | —         | —  | —  | —  |

### Finanční odměny
| Soutěž                                | vítězové | finalisté | semifinalisté | čtvrtfinalisté | 16 v kole | 32 v kole | 48 v kole | Q2      | Q1    |
| ------------------------------------- | -------- | --------- | ------------- | -------------- | --------- | --------- | --------- | ------- | ----- |
| dvouhra mužů                          | 18 290 € | 10 770 €  | 6 370 €       | 3 710 €        | 2 180 €   | 1 320 €   | —         | 330 €   | 660 € |
| dvouhra žen                           | 29 200 $ | 19 018 $  | 10 000 $      | 5 000 $        | 3 200 $   | 2 195 $   | 1 800 $   | 1 500 $ | —     |
| čtyřhra mužů                          | 7 870 €  | 4 570 €   | 2 740 €       | 1 630 €        | 920 €     | —         | —         | —       | —     |
| čtyřhra žen                           | 10 300 $ | 6 000 $   | 3 800 $       | 2 300 $        | 1 750 $   | —         | —         | —       | —     |
| částka ve čtyřhrách je uvedena na pár |          |           |               |                |           |           |           |         |       |

## Dvouhra mužů

### Nasazení
| Stát                           | Hráč               | ATP  | Nasazení |
| ------------------------------ | ------------------ | ---- | -------- |
| Spojené království             | Daniel Evans       | 27.  | 1.       |
| USA                            | Frances Tiafoe     | 74.  | 2.       |
| Itálie                         | Andreas Seppi      | 98.  | 3.       |
| Jižní Afrika                   | Kevin Anderson     | 100. | 4.       |
| USA                            | Mackenzie McDonald | 119. | 5.       |
| USA                            | Denis Kudla        | 120. | 6.       |
| Bosna a Hercegovina            | Damir Džumhur      | 125. | 7.       |
| Polsko                         | Kamil Majchrzak    | 126. | 8.       |
| Žebříček ATP k 31. květnu 2021 |                    |      |          |

### Jiné formy účasti
Následující hráči obdrželi divokou kartu do hlavní soutěže:
- Jay Clarke
- Daniel Evans
- Ryan Peniston

Následující hráči postoupili z kvalifikace:
- Marius Copil
- Matthew Ebden
- Borna Gojo
- Aleksandar Vukic

## Mužská čtyřhra

### Nasazení
| Stát                                                                                    | Hráč              | Stát               | Hráč               | ATP  | Nasazení |
| --------------------------------------------------------------------------------------- | ----------------- | ------------------ | ------------------ | ---- | -------- |
| Spojené království                                                                      | Luke Bambridge    | Spojené království | Jonny O'Mara       | 133. | 1.       |
| Austrálie                                                                               | Matthew Ebden     | Austrálie          | John-Patrick Smith | 143. | 2.       |
| Austrálie                                                                               | Matt Reid         | Spojené království | Ken Skupski        | 161. | 3.       |
| USA                                                                                     | Nathaniel Lammons | USA                | Jackson Withrow    | 164. | 4.       |
| Žebříček ATP k 31. květnu 2021; číslo je součtem žebříčkového postavení obou členů páru |                   |                    |                    |      |          |

### Jiné formy účasti
Následující páry obdržely divokou kartu do hlavní soutěže:
- Jay Clarke /  Thanasi Kokkinakis
- Liam Broady /  Ryan Peniston
- Alastair Gray /  Stuart Parker

## Ženská dvouhra

### Nasazení
| Stát                           | Hráčka                 | WTA | Nasazení |
| ------------------------------ | ---------------------- | --- | -------- |
| Spojené království             | Johanna Kontaová       | 20. | 1.       |
| USA                            | Alison Riskeová        | 28. | 2.       |
| Chorvatsko                     | Donna Vekićová         | 36. | 3.       |
| Čína                           | Čang Šuaj              | 48. | 4.       |
| USA                            | Danielle Collinsová    | 50. | 5.       |
| Česko                          | Marie Bouzková         | 52. | 6.       |
| Francie                        | Kristina Mladenovicová | 61. | 7.       |
| Belgie                         | Alison Van Uytvancková | 67. | 8.       |
| Spojené království             | Heather Watsonová      | 71. | 9.       |
| Švýcarsko                      | Viktorija Golubicová   | 72. | 10.      |
| Itálie                         | Camila Giorgiová       | 80. | 11.      |
| Japonsko                       | Nao Hibinová           | 82. | 12.      |
| USA                            | Madison Brengleová     | 84. | 13.      |
| USA                            | Lauren Davisová        | 86. | 14.      |
| Srbsko                         | Nina Stojanovićová     | 87. | 15.      |
| Kazachstán                     | Zarina Dijasová        | 93. | 16.      |
| Česko                          | Tereza Martincová      | 94. | 17.      |
| USA                            | Christina McHaleová    | 95. | 18.      |
| Žebříček WTA k 31. květnu 2021 |                        |     |          |

### Jiné formy účasti

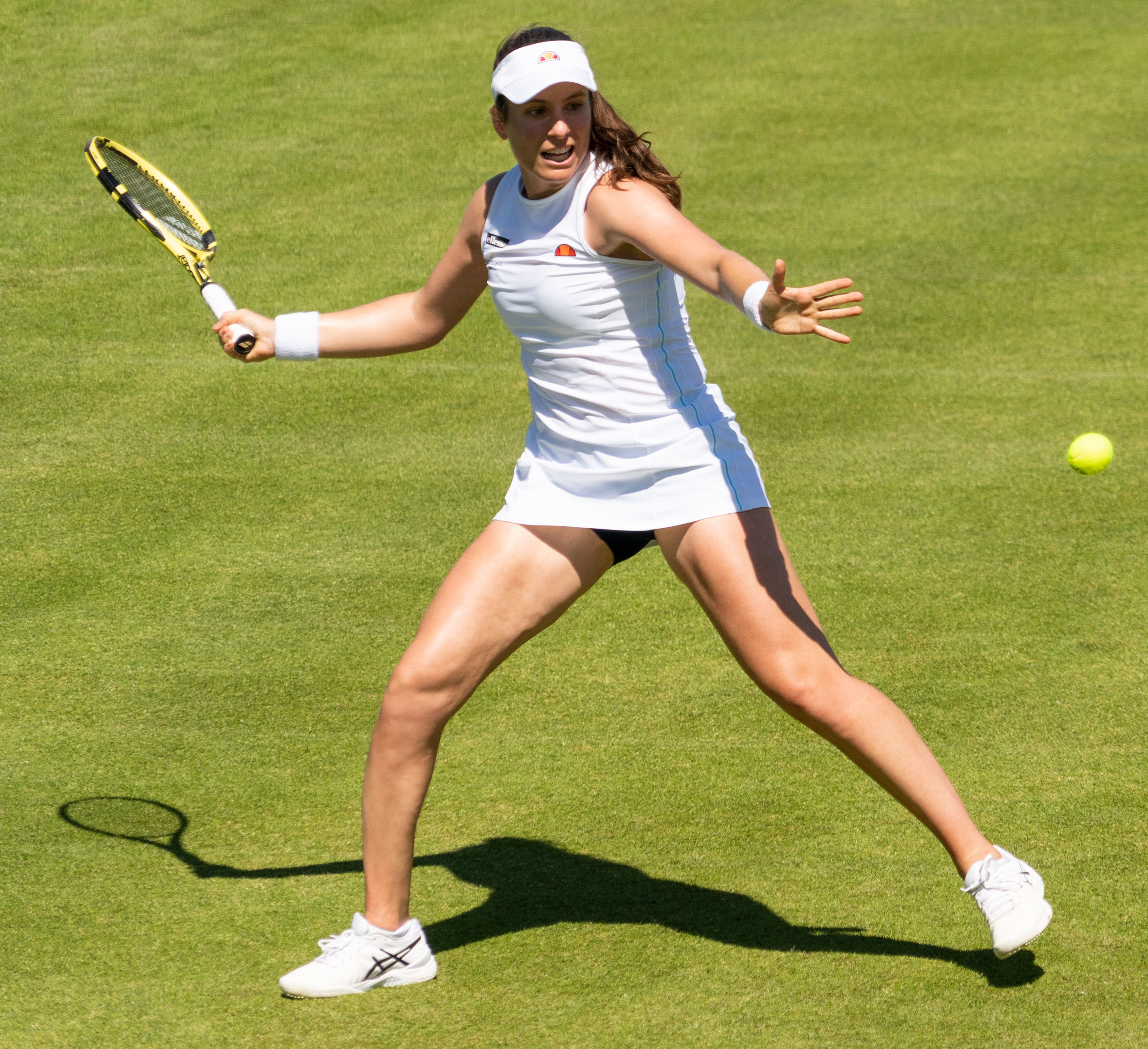
Britka Johanna Kontaová získala poslední, čtvrtý singlový titul v kariéře

Následující hráčky obdržely divokou kartu do hlavní soutěže:
- Katie Boulterová
- Jodie Burrageová
- Francesca Jonesová
- Emma Raducanuová

Následující hráčky postoupily z kvalifikace:
- Sarah Beth Greyová
- Kateryna Kozlovová
- Tara Mooreová
- Lesley Pattinama Kerkhoveová
- Ankita Rainová
- Eden Silvaová
- Coco Vandewegheová
- Katie Volynetsová

Následující hráčky postoupily z kvalifikace jako tzv. šťastné poražené:
- Martina Di Giuseppeová
- Georgina Garcíaová Pérezová
- Marina Melnikovová

### Odhlášení
před zahájením turnaje
- Paula Badosová → nahradila ji  Kurumi Naraová
- Belinda Bencicová → nahradila ji  Caty McNallyová
- Danielle Collinsová → nahradila ji  Marina Melnikovová
- Misaki Doiová → nahradila ji  Kristie Ahnová
- Camila Giorgiová → nahradila ji  Martina Di Giuseppeová
- Polona Hercogová → nahradila ji  Georgina Garcíaová Pérezová
- Sie Šu-wej → nahradila ji  Arina Rodionovová
- Marta Kosťuková → nahradila ji  Wang Ja-fan
- Ann Liová → nahradila ji  Viktorija Tomovová
- Magda Linetteová → nahradila ji  Camila Osoriová
- Jessica Pegulaová → nahradila ji  Wang Si-jü
- Kristýna Plíšková → nahradila ji  Maddison Inglisová
- Julia Putincevová → nahradila ji  Harriet Dartová
- Shelby Rogersová → nahradila ji  Lizette Cabrerová
- Jelena Rybakinová → nahradila ji  Océane Dodinová
- Clara Tausonová → nahradila ji  Zarina Dijasová
- Ajla Tomljanovićová → nahradila ji  Wang Sin-jü
- Venus Williamsová → nahradila ji  Giulia Gatto-Monticoneová
- Wang Čchiang → nahradila ji  Anastasija Gasanovová
- Čeng Saj-saj → nahradila ji  Leonie Küngová

### Skrečování
- Kristie Ahnová

## Ženská čtyřhra

### Nasazení
| Stát                                                                                    | Hráčka               | Stát      | Hráčka            | WTA  | Nasazení |
| --------------------------------------------------------------------------------------- | -------------------- | --------- | ----------------- | ---- | -------- |
| Austrálie                                                                               | Ellen Perezová       | Čína      | Čang Šuaj         | 92.  | 1.       |
| USA                                                                                     | Caroline Dolehideová | Austrálie | Storm Sandersová  | 106. | 2.       |
| Ukrajina                                                                                | Ljudmyla Kičenoková  | Japonsko  | Makoto Ninomijová | 109. | 3.       |
| USA                                                                                     | Kaitlyn Christianová | Japonsko  | Nao Hibinová      | 126. | 4.       |
| Žebříček WTA k 31. květnu 2021; číslo je součtem žebříčkového postavení obou členů páru |                      |           |                   |      |          |

### Jiné formy účasti
Následující páry obdržely divokou kartu do hlavní soutěže:
- Katie Boulterová /  Jodie Burrageová
- Naomi Broadyová /  Harriet Dartová

Následující pár nastoupil pod žebříčkovou ochranou:
- Christina McHaleová /  Coco Vandewegheová

Následující pár nastoupil z pozice náhradníka:
- Marie Bouzková /  Alicja Rosolská

### Odhlášení
před zahájením turnaje
- Lauren Davisová /  Caty McNallyová → nahradily je  Marie Bouzková /  Alicja Rosolská
- Sharon Fichmanová /  Giuliana Olmosová → nahradily je  Elixane Lechemiová /  Ingrid Neelová
- Vivian Heisenová /  Květa Peschkeová → nahradily je  Tara Mooreová /  Eden Silvaová
- Dalila Jakupovićová /  Jana Sizikovová → nahradily je  Sarah Beth Greyová /  Emily Webleyová-Smithová
- Ellen Perezová /  Danielle Collinsová → nahradily je  Naiktha Bainsová /  Samantha Murrayová Sharanová
- Sü I-fan /  Čang Šuaj → nahradily je  Ellen Perezová /  Čang Šuaj

## Přehled finále

### Mužská dvouhra
- Frances Tiafoe vs.  Denis Kudla, 6–1, 6–3

### Ženská dvouhra
- Johanna Kontaová vs.  Čang Šuaj, 6–2, 6–1

### Mužská čtyřhra
- Matt Reid /  Ken Skupski vs.  Matthew Ebden /  John-Patrick Smith, 4–6, 7–5, [10–6]

### Ženská čtyřhra
- Ljudmyla Kičenoková /  Makoto Ninomijová vs.  Caroline Dolehideová /  Storm Sandersová, 6–4, 6–7(3–7), [10–8]

## Galerie

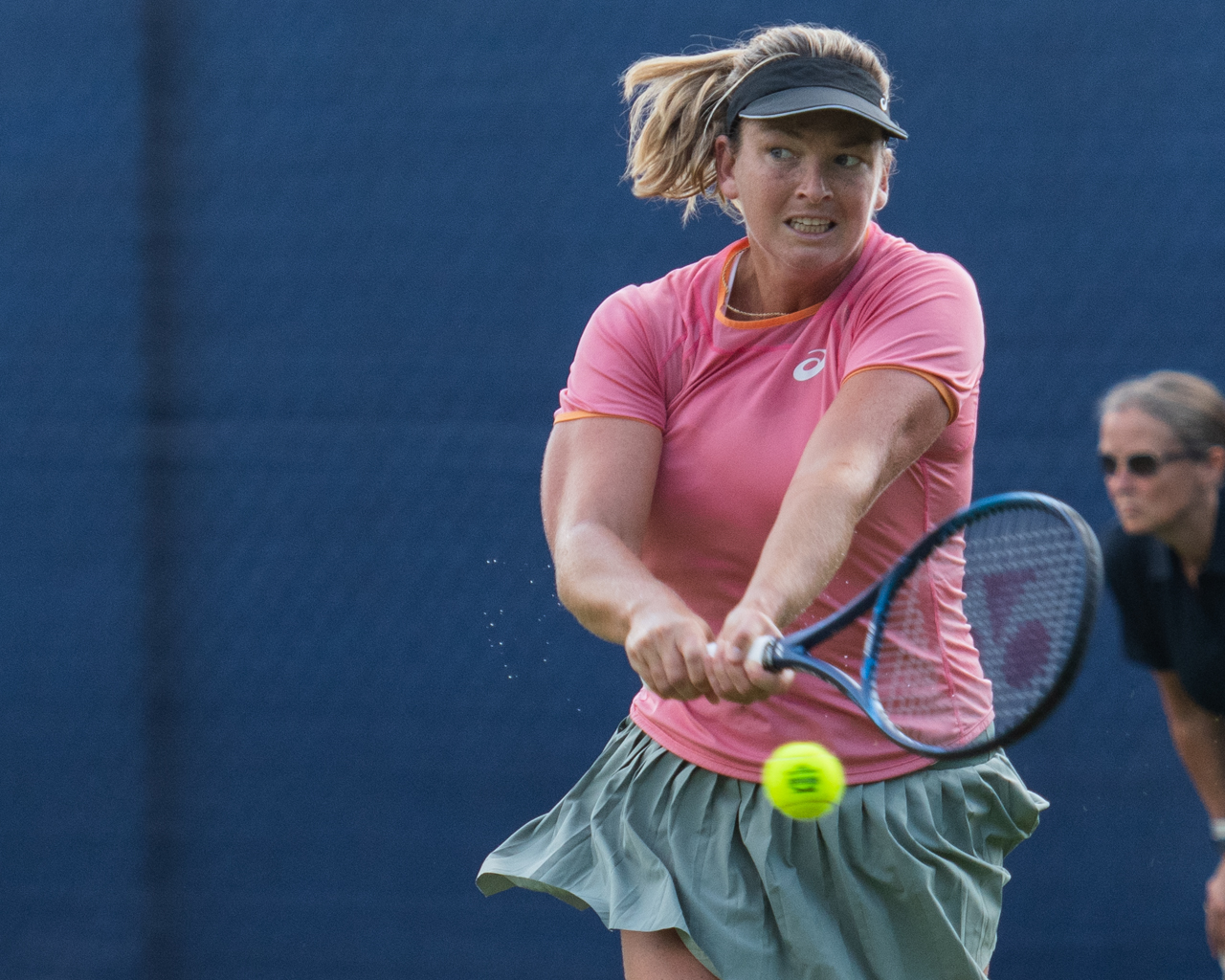
Coco Vandewegheová
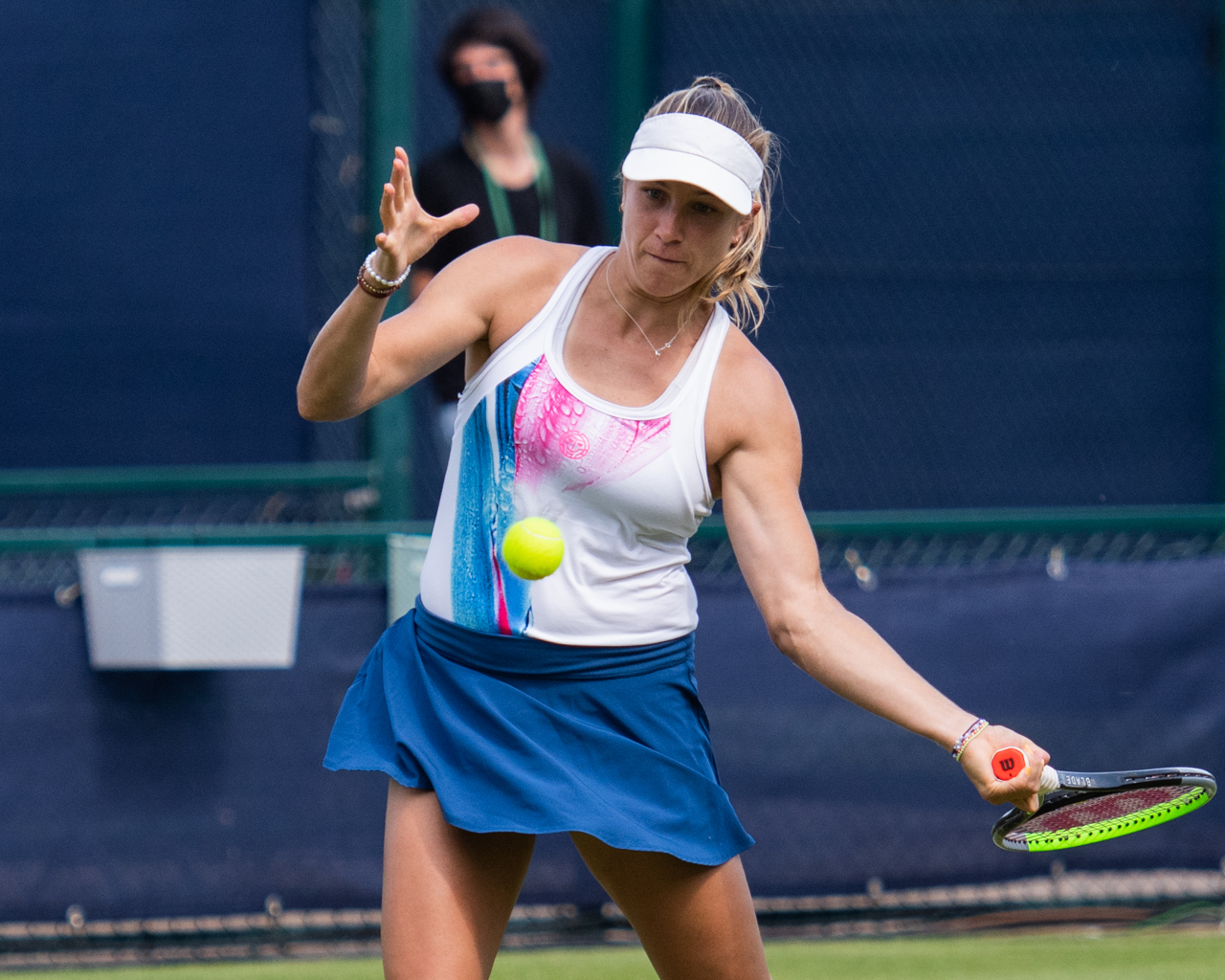
Ellen Perezová
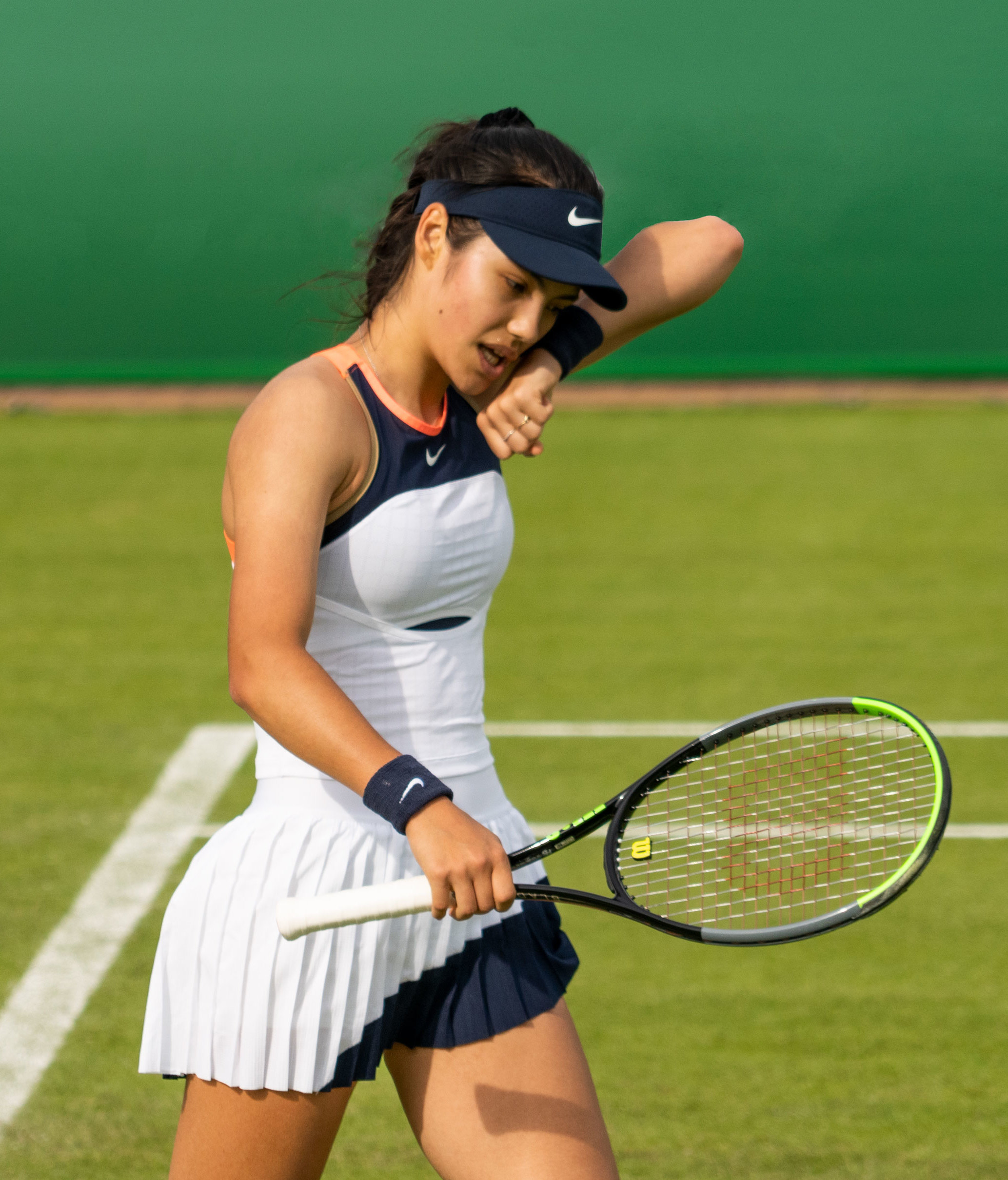
Emma Raducanuová
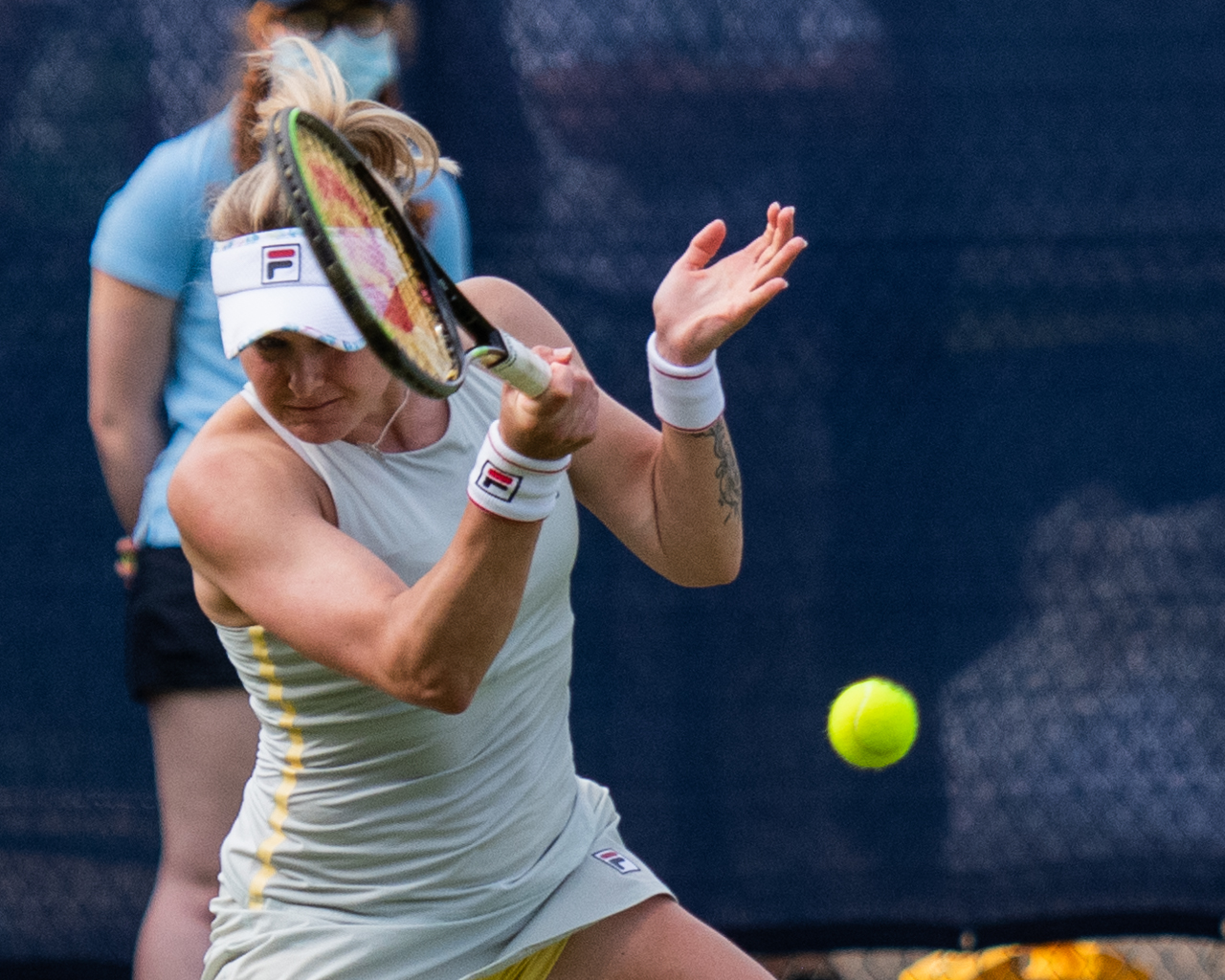
Kateryna Kozlovová
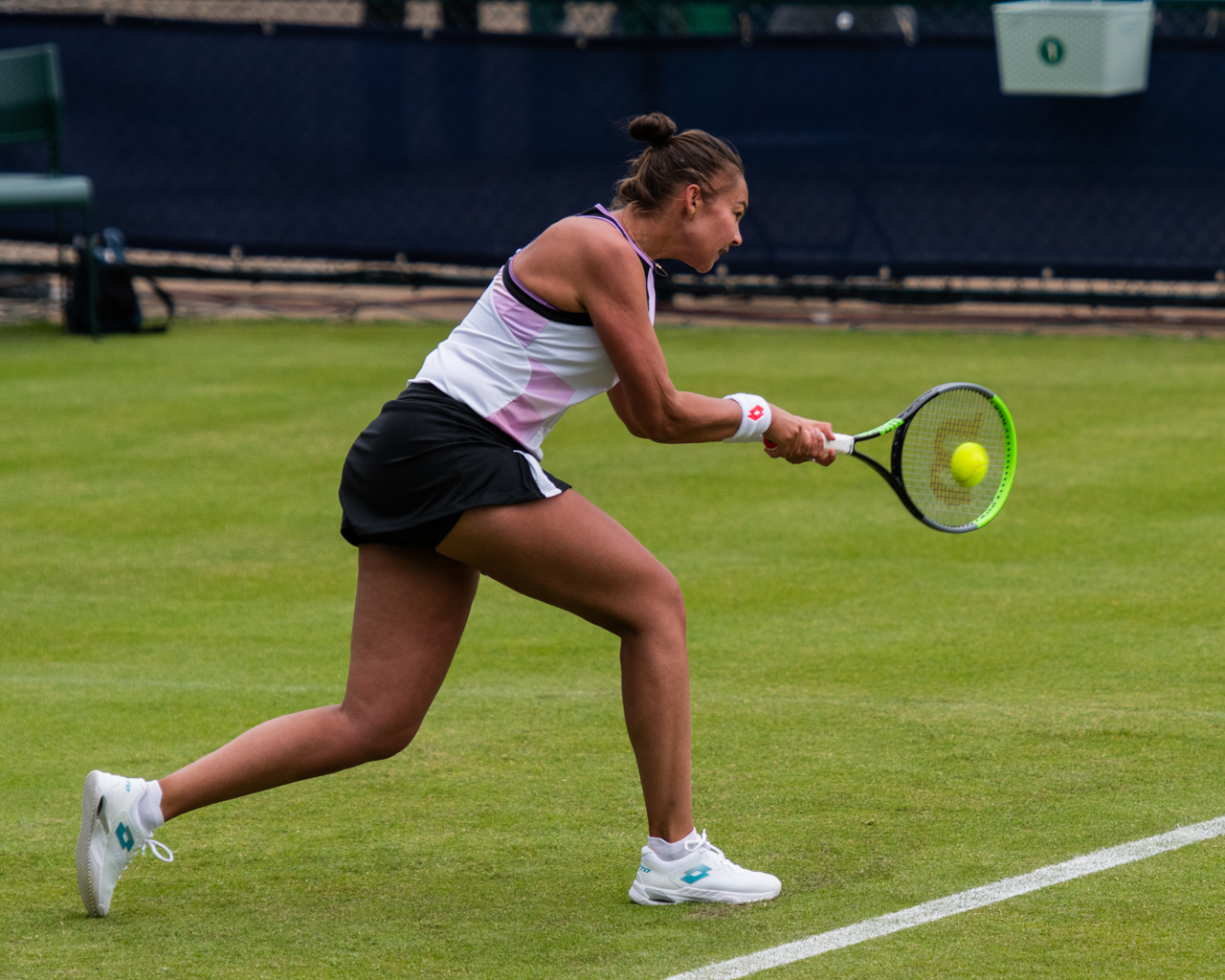
Lesley Pattinama Kerkhoveová
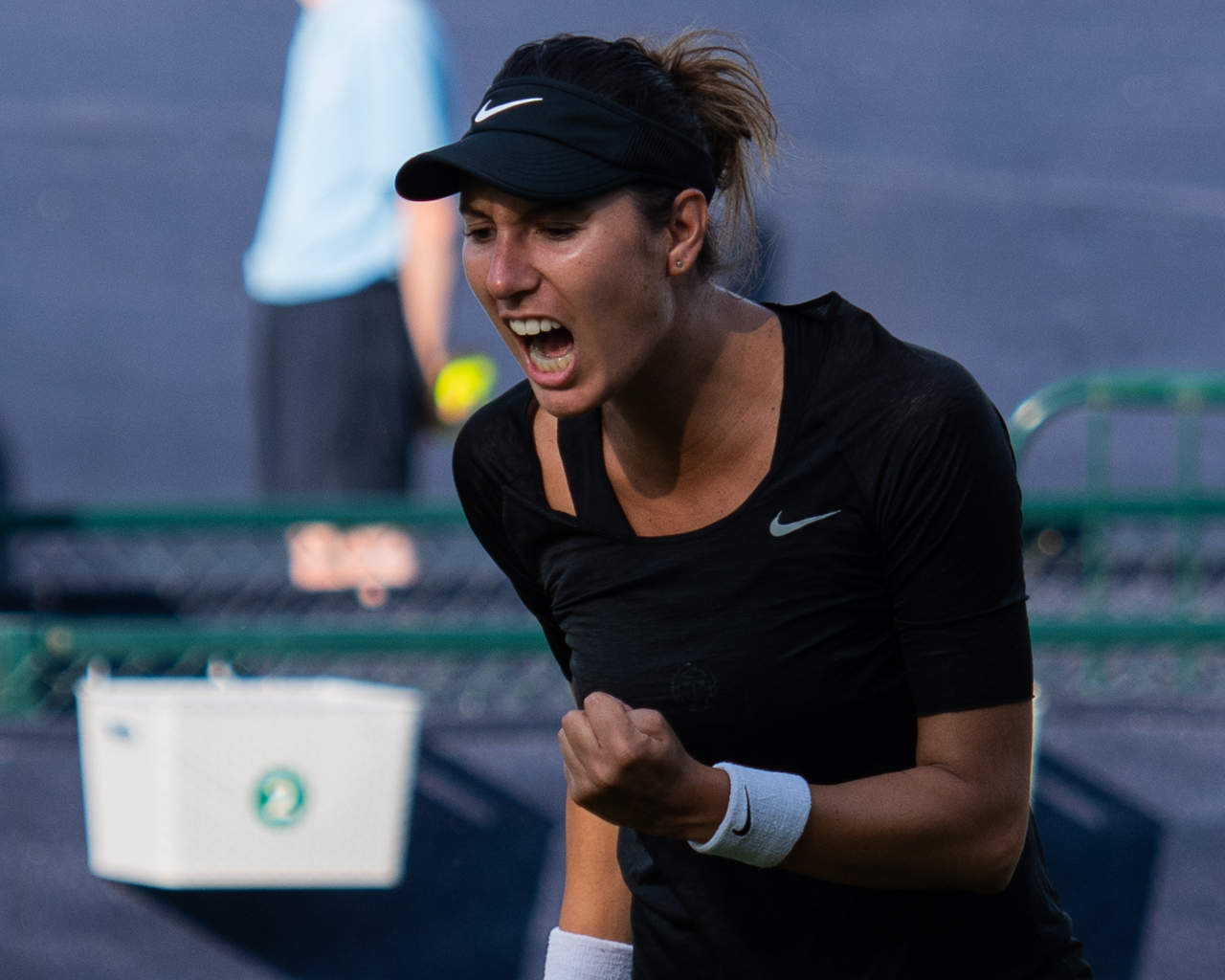
Océane Dodinová
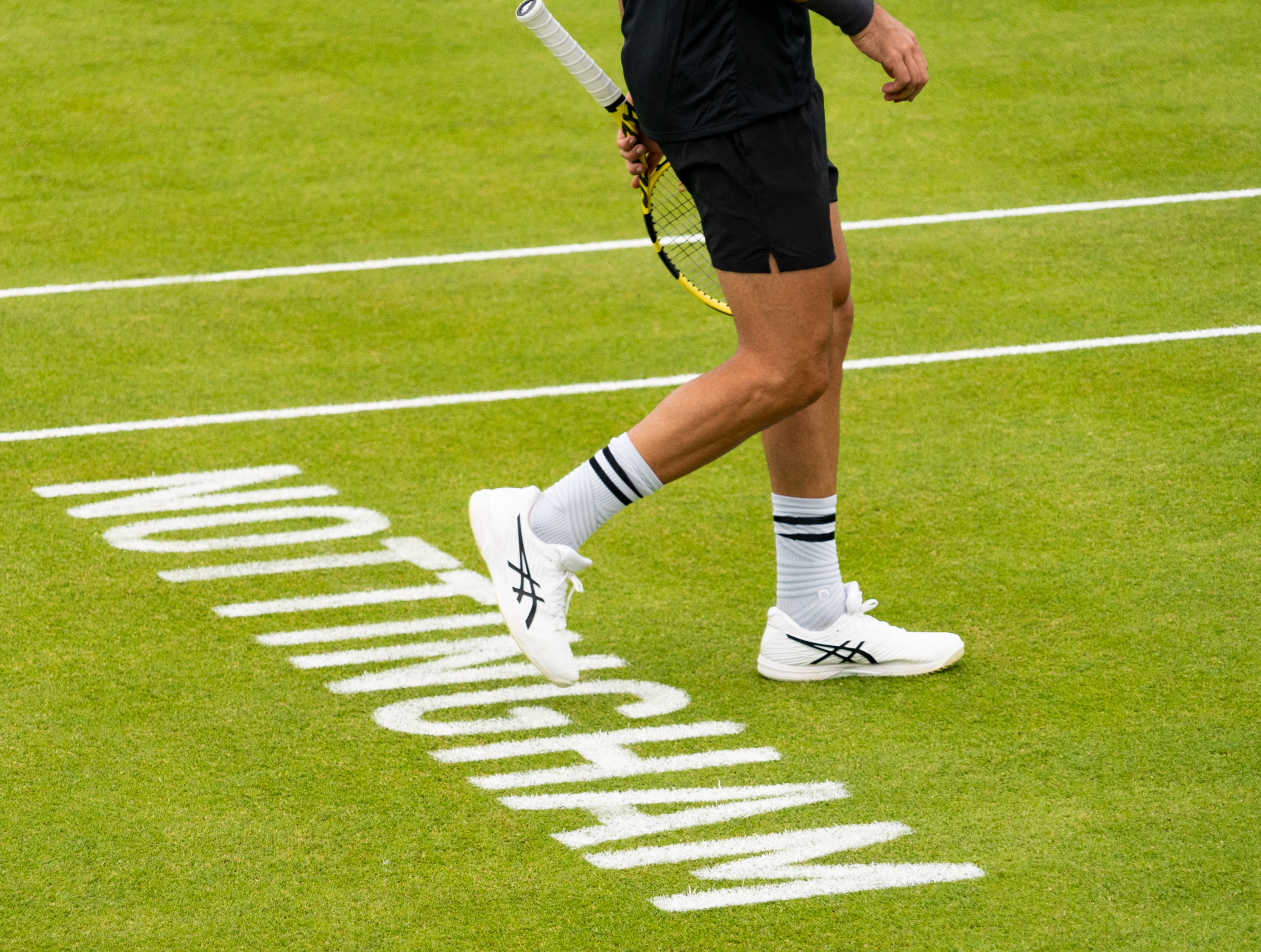
Logo na dvorci